# Orde van Verdienste voor Belangrijke Diensten

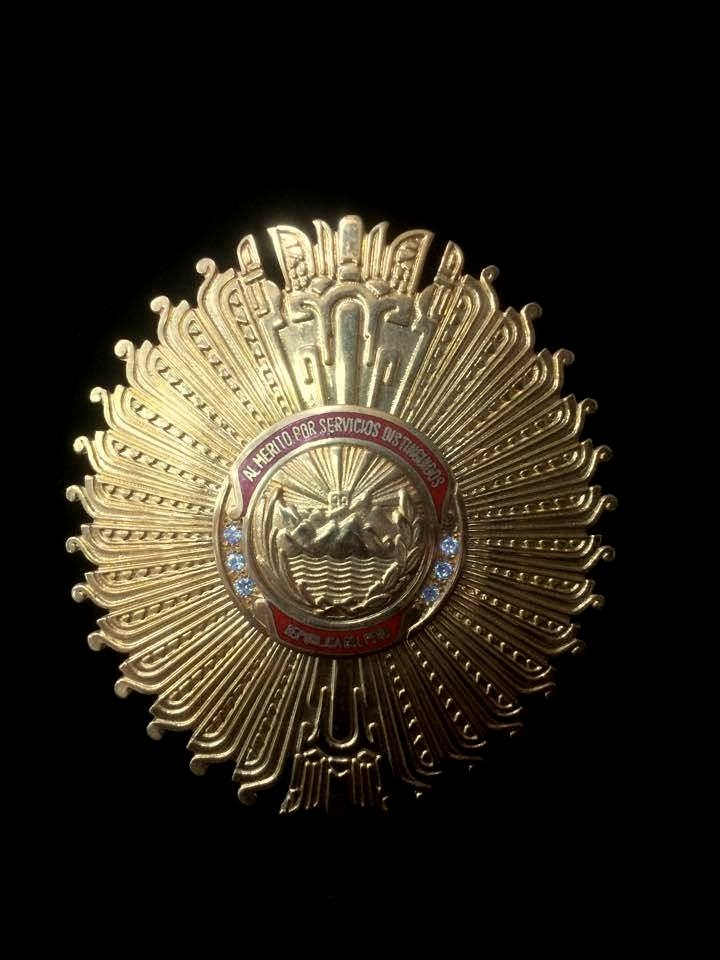
Orde van Verdienste voor Belangrijke Diensten

De Orde van Verdienste voor Belangrijke Diensten (Orden al Mérito por Servicios Distinguidos) van Peru werd op 18 juli 1950 ingesteld door de Peruviaanse junta onder generaal Zenon Noriega. Deze ridderorde, het is een moderne orde van Verdienste, heeft de gebruikelijke vijf graden. Het lint is van gewaterde paarse zijde. Het kleinood en de ster zijn ovaal en van goud met een rode ring rond het gouden medaillon.
In 1953 werd Thor Heyerdahl in deze orde opgenomen.